# Rainer Rettig
Rainer Rettig (* 11. Dezember 1953 in Lörzenbach) ist ein deutscher Physiologe und Professor an der Universität Greifswald. Seine beruflichen Fachgebiete sind die Herz-Kreislaufregulation, die Hypertonie und die Nierenfunktionen.

## Leben
Rettig studierte von 1972 bis 1981 Humanmedizin und Biopsychologie an der Universität Heidelberg und der University of Iowa. Zwischenzeitlich, in den Jahren 1973 und 1974, war er für das Deutsche Rote Kreuz in Heppenheim als Zivildienstleistender tätig. Sein Medizinisches Staatsexamen sowie die Approbation als Arzt und Promotion zum Dr. med. erfolgten im Jahr 1981. Anschließend erhielt er ein Forschungsstipendium der Deutschen Forschungsgemeinschaft (DFG) am Institut für Pharmakologie der Universität Heidelberg.
Von 1983 bis 1985 war er als wissenschaftlicher Mitarbeiter am „Department of Pharmacology“ an der University of California tätig. Anschließend arbeitete er in den Jahren 1986 bis 1994 als Wissenschaftlicher Angestellter und Hochschuldozent erneut am Institut für Pharmakologie der Universität Heidelberg. Hier habilitierte er 1989 im Bereich Pharmakologie und Toxikologie. In den Jahren 1994 bis 2001 war er Universitätsprofessor für Physiologie an der Universität Greifswald, wo er seither die Professur für Physiologie innehat und Geschäftsführender Direktor des Instituts für Physiologie ist.
Rettig ist zudem Mitglied des Deutschen Instituts für Bluthochdruckforschung (DIB), der Deutschen Hypertonie Gesellschaft (DHL) und der Deutschen Physiologischen Gesellschaft (DPG). International gehört er der European Society of Hypertension (ESH), dem European Council for Blood Pressure and Cardiovascular Research, der American Heart Association und der American Physiological Society an.
Des Weiteren fungierte Rettig bis April 2018 als Studiendekan an der Universitätsmedizin Greifswald und war Mitglied der Stipendienvergabekommission des dortigen nach Gerhard Domagk benannten Nachwuchsförderprogramms.

## Schriften (Auswahl)
- Über renale und extrarenale Mechanismen der Durstauslösung nach Stimulation beta-adrenerger Rezeptoren. (= Dissertation, Universität Heidelberg). 1981, DNB 840410344.
- Immobilisierte Antioxidantien für Ethylen-Prophylen-Dien-Terpolymere. (= Dissertation, Technische Hochschule Darmstadt). 1988, DNB 941994430.
- mit D. Ganten, Friedrich C. Luft: Salt and hypertension: dietary minerals, volume homeostatis, and cardiovascular regulation. Springer-Verlag, Berlin 1989 ISBN 3-540-50063-4.
- Die Rolle der Niere bei der primären Hypertonie. (= Habilitation, Universität Heidelberg). 1989, OCLC 311183587.
- mit Jörg Peters (Hrsg.): Antihypertensiva. Physiologie, Pharmakologie und klinische Anwendung. Wissenschaftliche Verlagsgesellschaft, Stuttgart 2007, ISBN 978-3-8047-2277-4.

## Auszeichnungen
- 1990: „Walter-Clawiter-Preis“ für Hypertonieforschung[1]
- 1991: „Dieter-Klaus-Förderpreis“ der Deutschen Hochdruckliga[3]
- 1992: „Franz-Volhard-Preis“ der Deutschen Gesellschaft für Nephrologie[4]
- 2004: „Franz-Gross-Preis“ der Deutschen Hochdruckliga[3]